# Сказ (посёлок)
Сказ — посёлок в Нязепетровском районе Челябинской области России. Входит в состав Шемахинского сельского поселения.

## География

Пещера Сказ-1. Кристально-чистый лед над подземным озером зимой.

Находится к востоку от реки Уфа, примерно в 38 км к северо-западу от районного центра, города Нязепетровск, на высоте 328 метров над уровнем моря, у северо-западного подножия горы Берёзовая Бардымского хребта. В нескольких километрах к северу от посёлка проходит административная граница со Свердловской областью (Нижнесергинский район).
Рядом с посёлком находится особо охраняемая природная территория: «Шемахинское карстовое поле». Более известно пещерами Сказ-1 (Шемахинская-1) и Сказ-2 (Шемахинская-2).

## История
Возникновение посёлка связано со строительством Западно-Уральской железной дороги, осуществлявшемся в период с 1912 по 1916 годы. Посёлок Сказ был основан вокруг одноимённой железнодорожной станции. Станция Сказ является крайней станцией Южно-Уральской железной дороги на ветке Бердяуш-Дружинино. Развитию посёлка так же способствовали лесозаготовки в окрестностях.

## Население
По данным Всероссийской переписи, в 2010 году численность населения посёлка составляла 151 человека (69 мужчин и 82 женщины).

## Улицы
Уличная сеть посёлка состоит из 8 улиц.